# Tombe de Son Olivaret
La tombe de Son Olivaret est un édifice mégalithique situé dans la commune de Ciutadella, dans l'île de Minorque, dans l'archipel des Baléares, en Espagne.

## Historique
La tombe de Son Olivaret est située dans un terrain militaire. L'édifice a été déclaré Bien d'Intérêt Culturel en 1966.
Elle a été signalée en 1999 et fouillée entre 2003 et 2005 par une équipe d'archéologues du Musée de Minorque dirigée par Lluís Plantalamor Massanet

## Architecture
Le monument est l'archétype des tombes dites « circulaires à triple parement ». Il se distingue des dolmens classiques par l'utilisation quasi-exclusive dans sa construction de pierres de petite taille. Il ne comporte qu'un seul orthostate, intégré au mur de la chambre face à l'entrée. La chambre funéraire est de forme oblongue.

## Matériel archéologique
La fouille de la chambre funéraire et de l'extérieur de la chambre a fourni un matériel archéologique composé d'ossements humains et d'un mobilier funéraire d'accompagnement comprenant de la céramique, des poinçons en os et en bronze et des boutons triangulaires en os. 

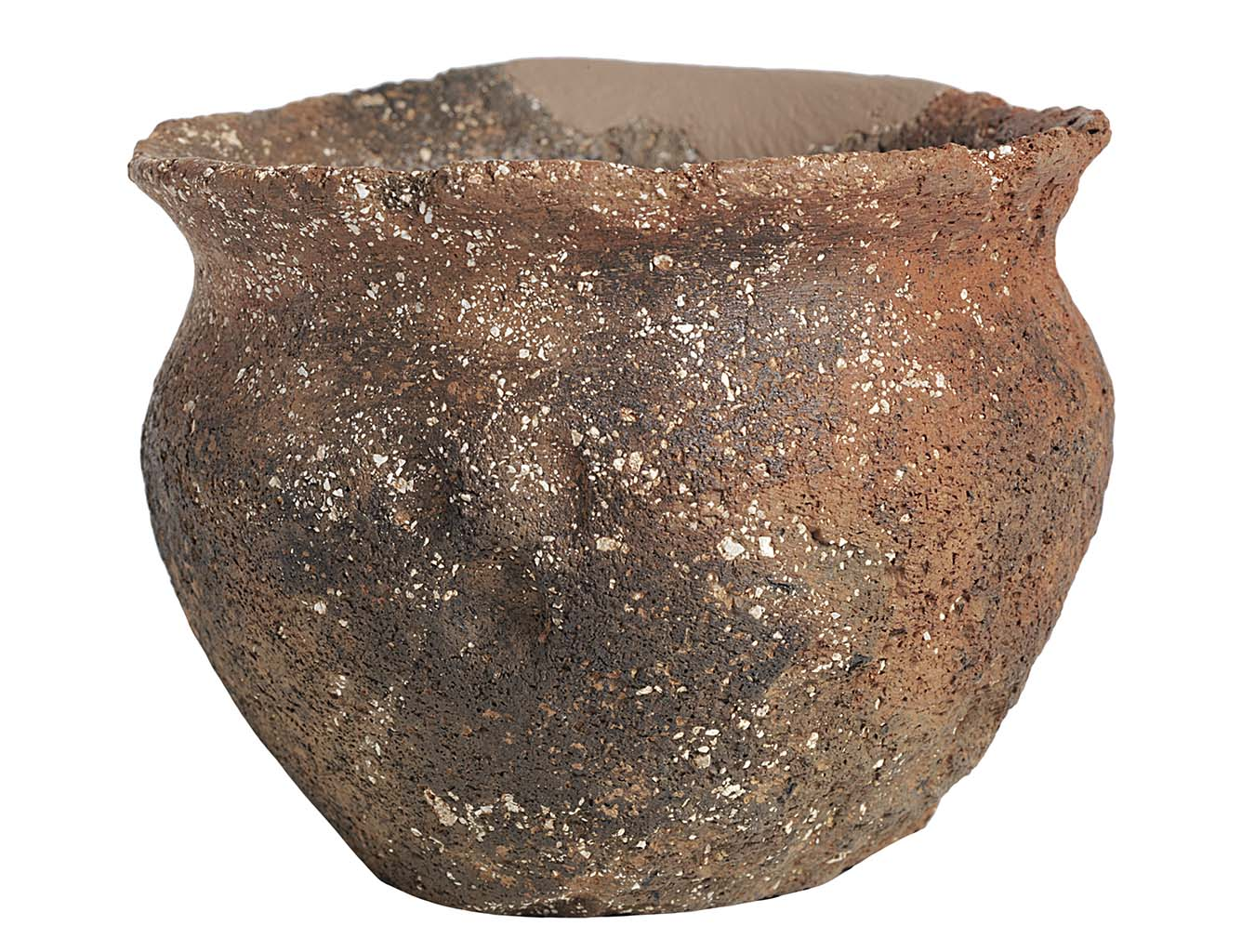
Céramique trouvée à Son Olivaret.

Les ossements trouvés à l'intérieur de la chambre correspondent à l'inhumation de presque une centaine d'individus, qui y furent déposés durant une longue période. Les squelettes étaient en très mauvais état, en raison de l'acidité du sol et des dépôts funéraires successifs lors desquels les ossements antérieurs étaient repoussés vers le fond de la chambre pour faire de la place. En conséquence, aucun ossement n'a été retrouvé en connexion anatomique.
L'étude dentaire a permis de distinguer 128 individus, dont 27 attribués à la période prétalayotique et 64 à la période talayotique, très majoritairement âgés de plus de sept ans, assez jeunes, traduisant une espérance de vie moyenne assez courte. La part des individus avec des pathologies de type carie ou hypoplasie était très faible.
Quelques charbons de bois ont été datés de 2000 av. J.-C.. Les restes humains les plus anciens sont datés de 1600 av. J.-C.. De nombreux fragments de céramique datés de l'Âge du bronze ont été trouvés à l'extérieur de la tombe et devant le couloir d'entrée. Ils ont été datés du Naviforme I (1700 - 1400 av. J.-C.) et du Naviforme II (1400 - 1200 av. J.-C. environ). Il semble que le monument ait été réemployé, une première fois durant l'Âge du bronze final jusque vers 800 à 600 av. J.-C. et une seconde fois durant l'Âge du fer, entre 350 et 150 av. J.-C..